# La Place de l'homme dans la nature
La Place de l'homme dans la nature (Evidence as to Man's Place in Nature) est un livre de Thomas Henry Huxley publié en 1863, dans lequel il présente des preuves de l’évolution de l'homme et du singe comme ayant un ancêtre commun.
C'est le premier livre sur le sujet de l’évolution humaine. Les principales preuves sont de nature anatomique. Le livre parait cinq ans après l'annonce de la théorie de la sélection naturelle de Charles Darwin et Alfred Russel Wallace.

## Réception
La première traduction française date de 1868.